# تاتسو ۲۹۵۷
سیارک ۲۹۵۷ (به انگلیسی: 2957 Tatsuo، نامگذاری:1934CB1) دو هزار و نهصد و پنجاه و هفتمین سیارک کشف شده‌است که در ۵ فوریه ۱۹۳۴ و در هایدلبرگ کشف شد.
قدر مطلق سیارک برابر ۱۰٫۲۰ است.